# Richard Meredith
Pour les articles homonymes, voir Meredith.
Richard Meredith (né le 22 décembre 1932 à South Bend (Indiana) et mort le 6 février 2025) est un joueur américain de hockey sur glace. Lors des Jeux olympiques d'hiver de 1956, il remporte la médaille d'argent. Quatre ans plus tard, lors des Jeux olympiques d'hiver de 1960, il remporte le titre.

## Palmarès
- Médaille d'argent aux Jeux olympiques de Cortina d'Ampezzo en 1956
- Médaille d'or aux Jeux olympiques de Squaw Valley en 1960